# Víctor Fagundez
Víctor Adrián Fagundez Samurio (sinh ngày 5 tháng 2 năm 1983 ở Montevideo) là một cầu thủ bóng đá người Uruguay thi đấu cho Deportivo Malacateco ở Liga Nacional de Guatemala.